# Toyota Probox
Toyota Probox — п'ятидверний легкий комерційний автомобіль з кузовом мінівен, що випускається компанією Toyota з липня 2002 року.
Виробником позиціонувався як автомобіль для комерційних перевезень невеликих партій вантажу, проте завдяки простому, але елегантному дизайну, а також низькій ціні, завоював популярність і серед споживачів, які не пов'язані з такими перевезеннями.
Випускається в двох варіантах: пасажирський і вантажно-пасажирський. Пасажирський варіант комплектується тільки півторалітровим двигуном 1NZ-FE. Вантажно-пасажирський — також двигуном меншого обсягу 2NZ-FE і дизельним двигуном. Основні відмінності в обробці салону і конструкції передніх сидінь.
Обидва варіанти можуть бути оснащені як автоматичною гідромеханічною, так і механічною коробками передач.

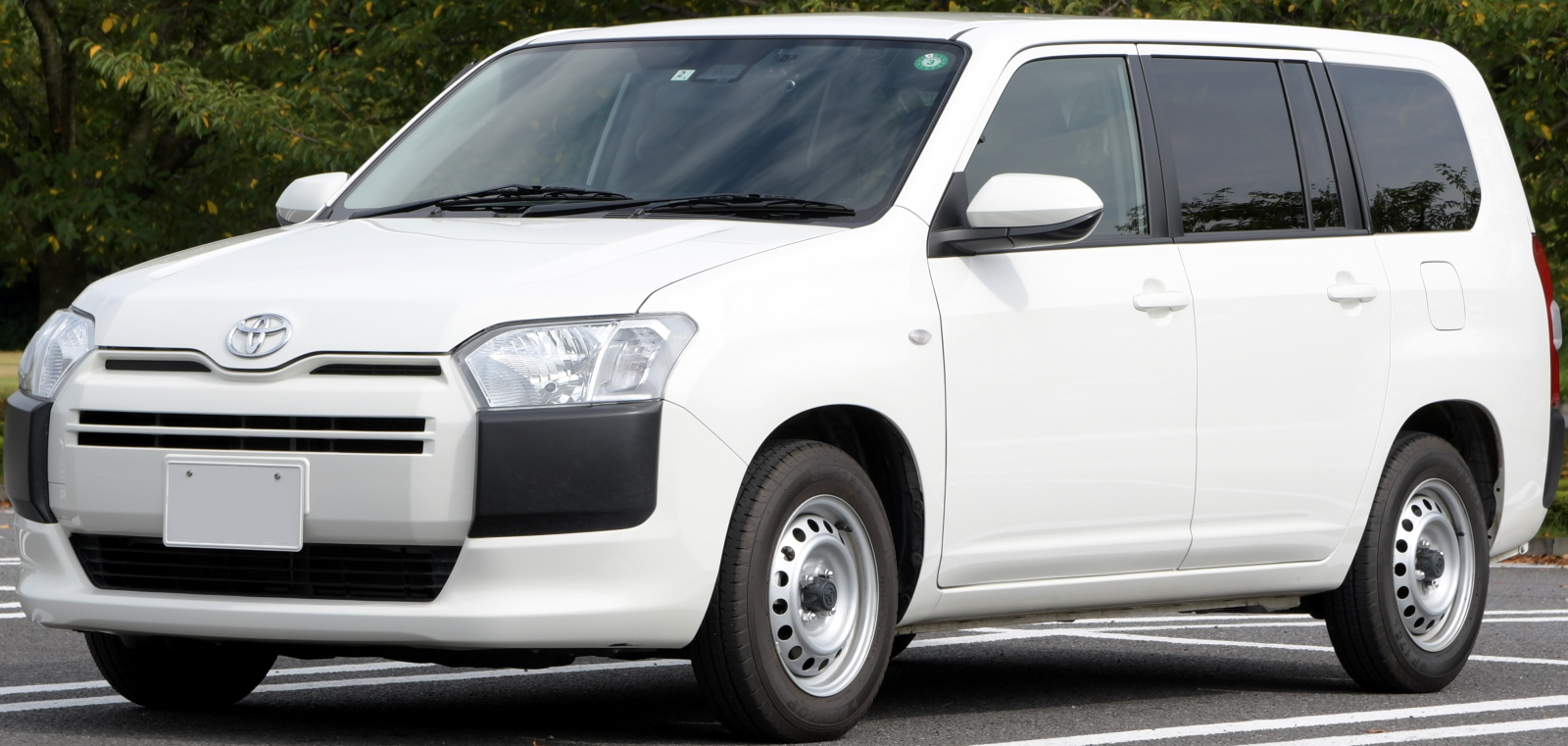
Toyota Probox GL NCP160V (з 2014)

Випускається повноприводний варіант Toyota Probox 4WD, у якому від розташованої поперечно коробки передач до заднього мосту йде карданний вал.
- Розмірність коліс — 165/80 R13
- Передня підвіска — типу «Макферсон»
- Задня підвіска — чотирьохважільна з циліндричної пружиною
- Діаметр розвороту — 5,2 м
- Передні гальма — дискові, вентильовані

## Двигуни
- 1.3L 1NR-FE I4 (NSP160V)
- 1.3L 2NZ-FE I4 (NCP50V)
- 1.5L 1NZ-FE I4 (NCP51V/55V/58G/59G/160V/165V)
- 1.5L 1NZ-FXE I4 hybrid (NHP160V)
- 1.4L 1ND-TV D4D I4 turbodiesel (NLP51V)